# Hjerl Hede
Hjerl Hede – jeden z największych duńskich skansenów. Położony jest na Półwyspie Jutlandzkim w Vinderup (między miastami Struer i Skive, w pobliżu Viborga).
Muzeum prezentuje rozwój duńskiej wsi w latach 1500–1900. Poza farmami, małymi zakładami (zob. niżej), na terenie skansenu znajduje się też kościół, wiatrak, młyn, muzeum leśnictwa, prezentowany jest system wydobycia torfu, najmniejsza europejska lokomotywa parowa, i żywa wystawa „życie w epoce kamienia łupanego”.
Ostatnie trzy tygodnie przez świętami Bożego Narodzenia w skansenie przedstawiany jest sposób przygotowywania się dawnych chłopów do Gwiazdki, można też nabyć ówczesne produkty żywnościowe. Przez cały rok restauracja skansenu oferuje historyczne dania.
Skansen jest położony w lesie, przy jeziorze Flyndersø. Powierzchnia całości to 1200 ha, zwiedzać można w konnym powozie. Znajdujący się na terenie skansenu kościół został zbudowany w dominującym na tych terenach w XI – XII w. stylu romańskim. Bezpośrednią inspiracją był kościół w Tjørring. Zbudowany w 1788 roku wiatrak został przeniesiony z Frøslev. Wiatrak można zwiedzić, wyjaśniona jest zasada jego działania.
Hjerl Hede to ponad 50 różnych budynków, które dają wgląd w życie starej duńskiej wioski. Muzeum składa się z trzech dużych części: starej wsi, muzeum zarządzania wrzosowiskami i muzeum leśnego. Szczególną miejscem jest wioska z epoki kamienia, gdzie odwiedzający w mogą spotkać „prawdziwych” ludzi z epoki kamienia.
Oprócz tego można tam zobaczyć m.in. osadę z epoki kamienia, mleczarnię, młyn, pralnię, kuźnię, szkołę, tartak z piłą parową (lokomobila), kolej wąskotorową o rozstawie 785 mm, sklep spożywczy, domy z różnych epok i młyn dachowy.
W 1932 roku zaczęto ożywiać muzeum, zatrudniając pracowników, którzy w strojach z danej epoki pracują na terenie skansenu. Obecnie we wszystkich zakładach pracuje 100 osób. Są to osoby posiadające specjalne, oferowane przez skansen, dwuipółletnie wykształcenie. Jest to ważne, gdyż niektóre stare sekrety pracy wymierają wraz z ludźmi – nie wszystkie praktyczne umiejętności można opisać lub udokumentować fotograficznie. Pracy można się przyjrzeć, zadać pytanie, a w sklepie kupić wyrabiane w innych zakładach produkty.
Mleczarnia pochodzi z roku 1897 i jest najmniejszym tego typu zakładem w Danii. Zakład jest w pełni wyposażony w działające urządzenia i jest w stanie produkować podstawowe produkty nabiałowe. Urządzenia poruszane są silnikiem parowym.
Na farmach skansenu hodowane są zwierzęta. Często są dawne rasy duńskich zwierząt domowych, np. szare świnie. Hodowane są też m.in. konie, krowy, owce, kury i gęsi.

## Galeria

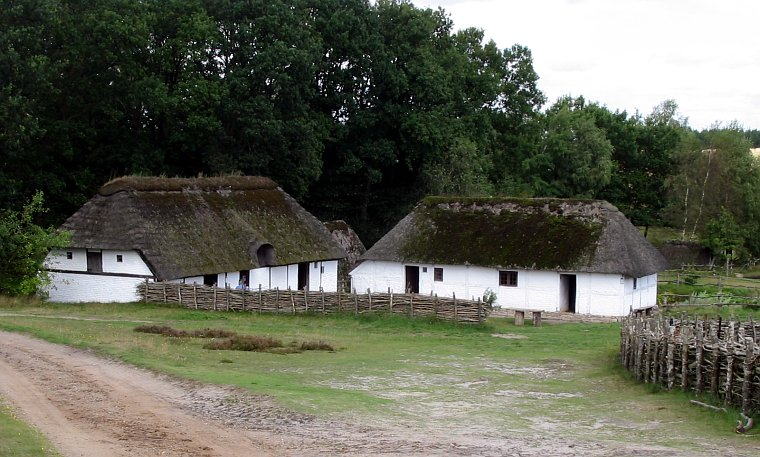
gospodarstwa
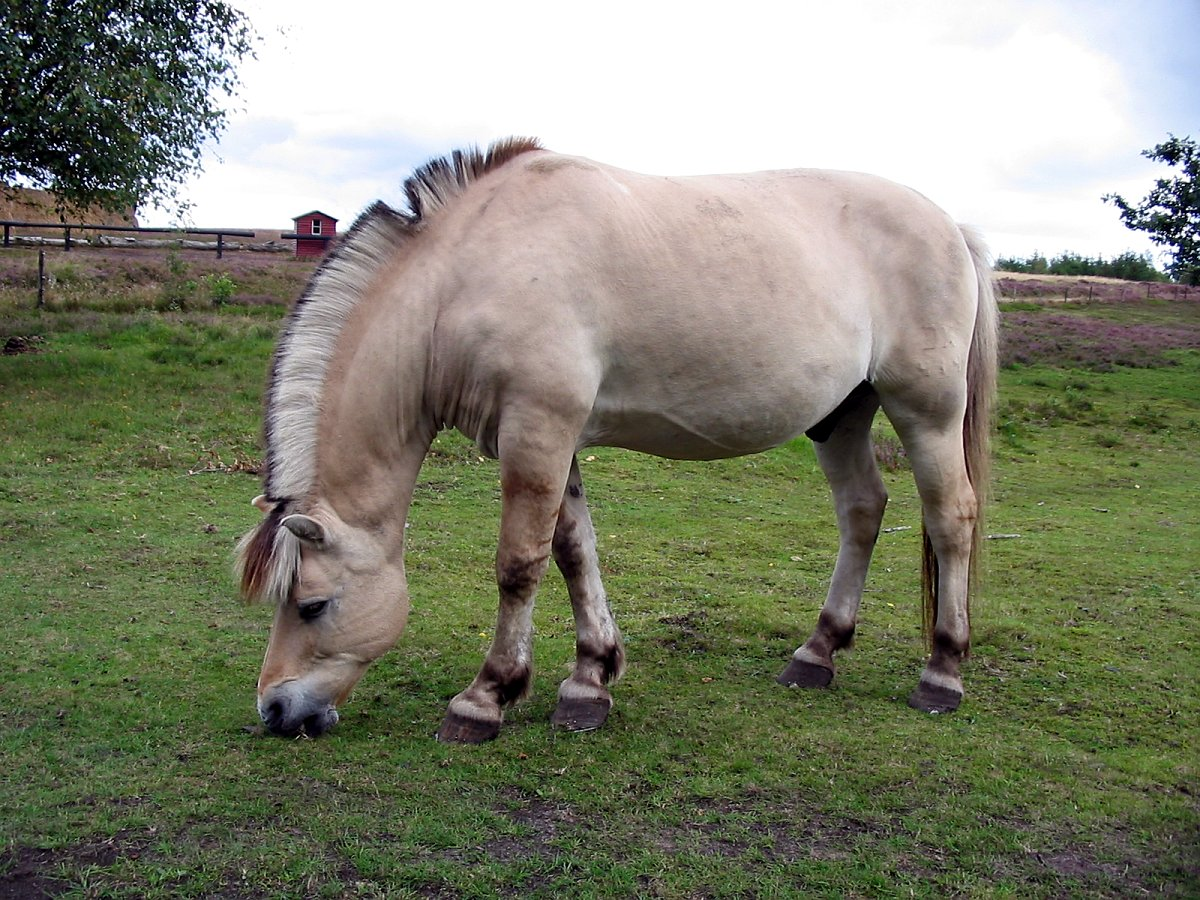
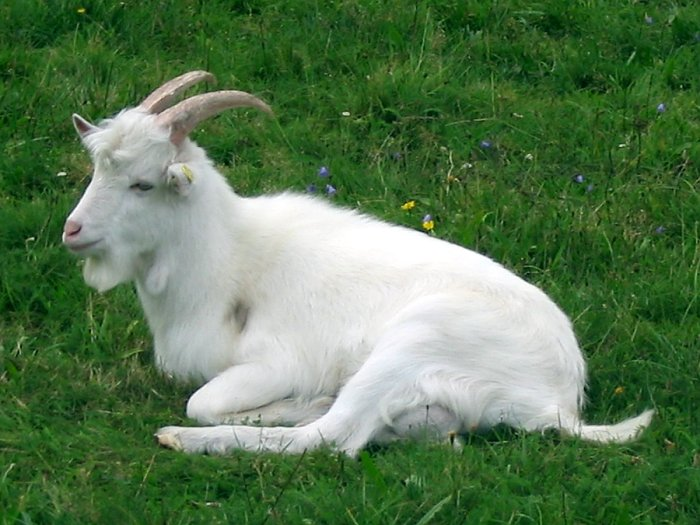

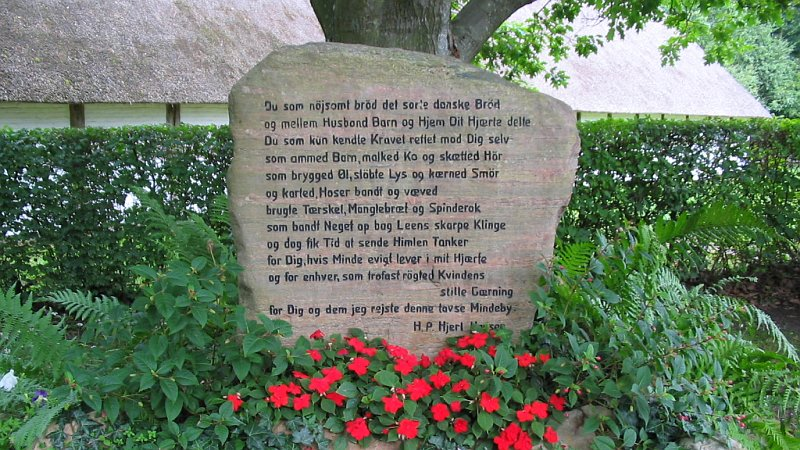
Skansen upamiętnia ciężką pracę kobiet na dawnej wsi duńskiej.

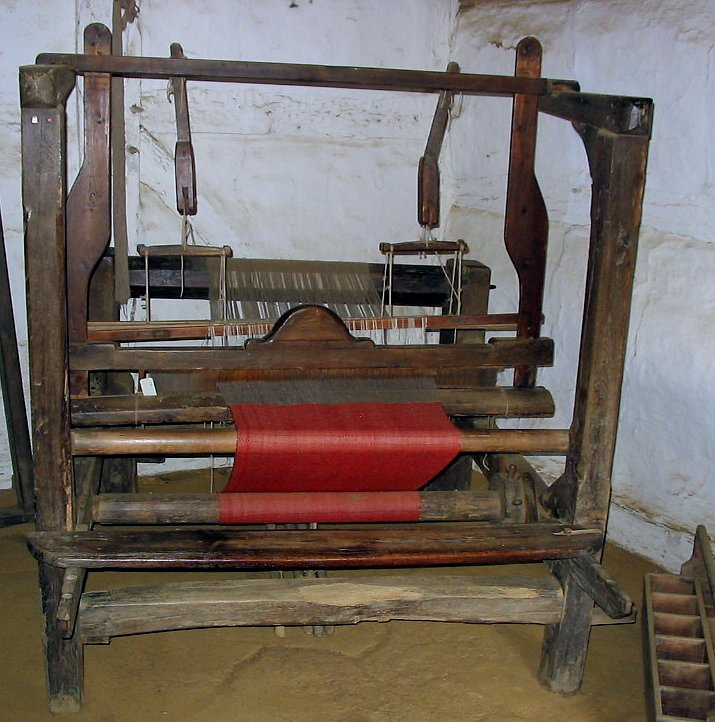
warsztat tkacki
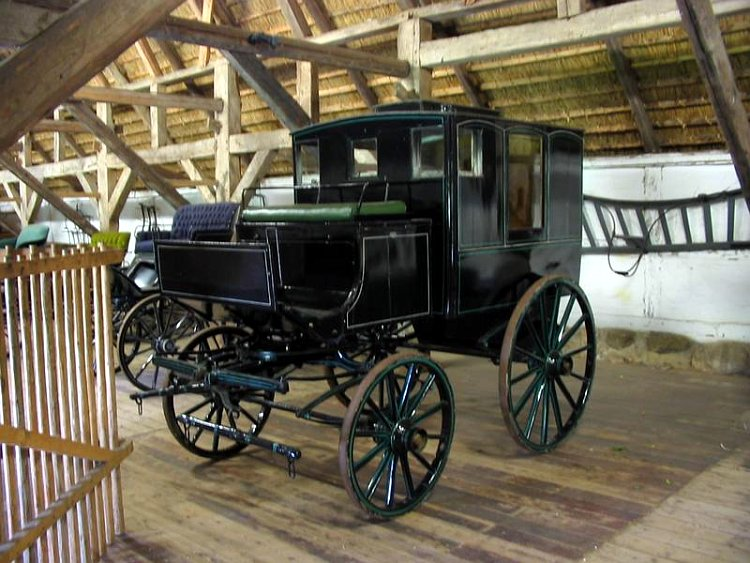
ambulans
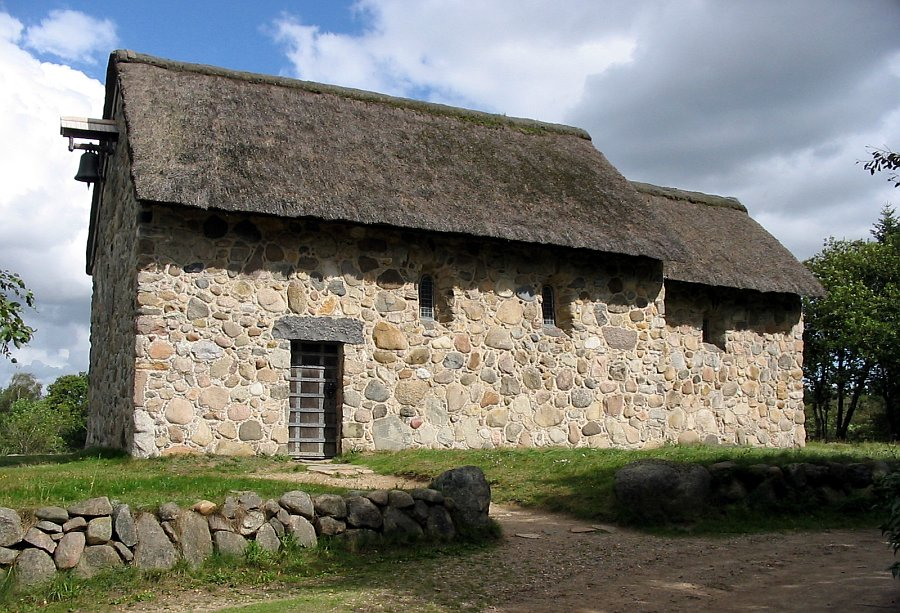
kościół
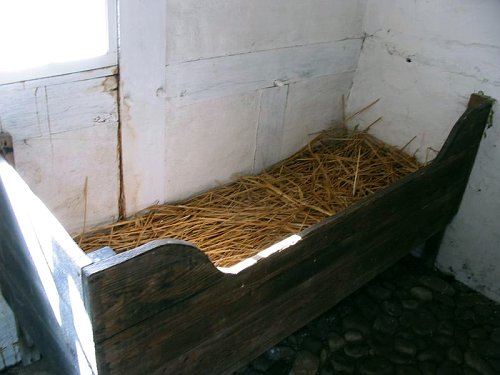
łóżko
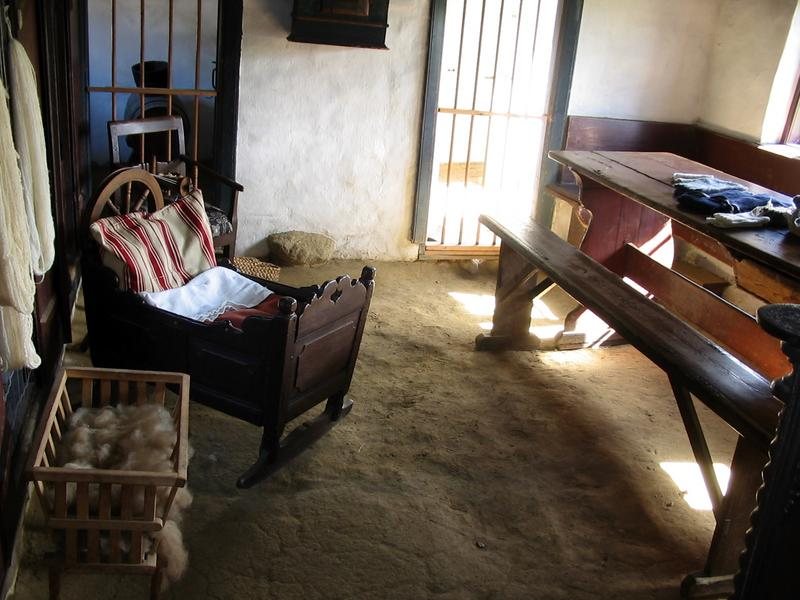
wnętrze izby
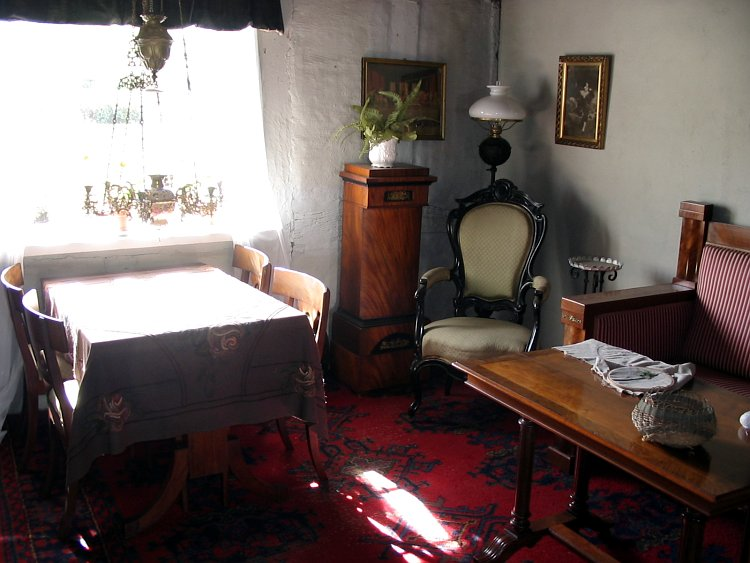
salonik
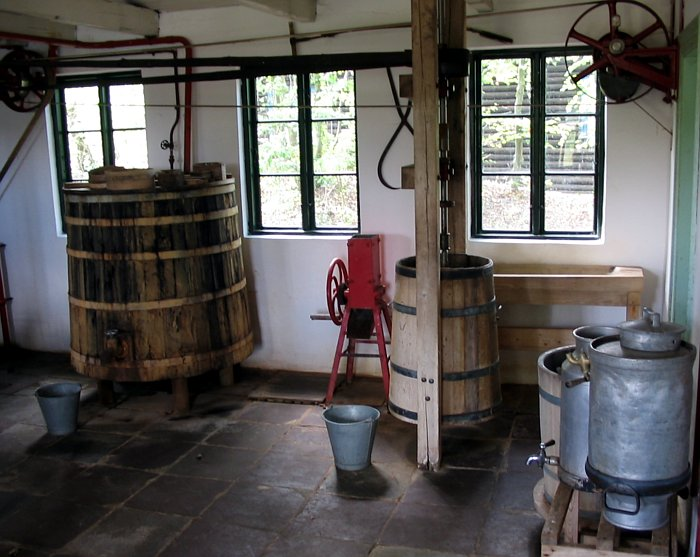
mleczarnia
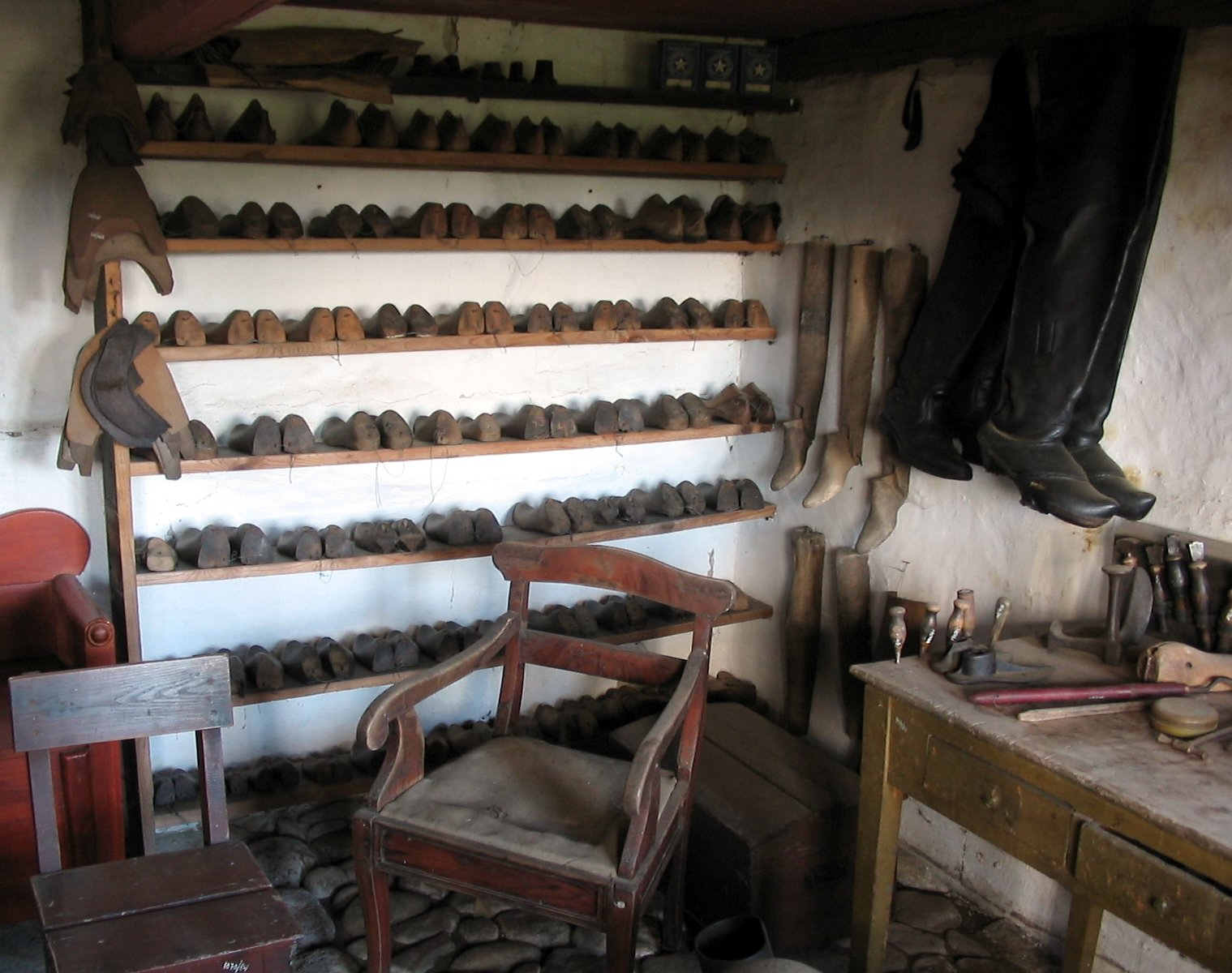
zakład szewski

- gospodarstwa